# 六脚郷
六脚郷（リウジアオ/ろっきゃく-きょう）は台湾嘉義県の郷。

## 地理
六脚郷は嘉義県西部に位置し、北は北港渓を隔てて雲林県水林郷、北港鎮と、東は新港郷と、東南は太保市と、西は東石郷と、南は朴子市と接している。嘉南平原北部に位置し地勢平坦であり、年間平均気温は22.8℃である。嘉義市への通勤率は約7.5％。

## 歴史
六脚郷の旧称は「六家佃庄」であり、伝承によれば乾隆年間に六戸の農家がこの地の開墾を行なったことから「六家佃庄」と呼ばれるようになったと言われる。その後閩南語の「家」（ka）と「脚」（kha）の音が近いことから転訛し「六脚佃」と称されるようになった。
日本統治初期は、六脚郷は「湾内」と「六脚佃」に分割された。1920年10月の台湾地方改制時に湾内と六脚佃を併せて「六脚庄」とし、台南州東石郡の管轄とした。戦後は台南県東石区六脚郷とされたが、1950年に嘉義県六脚郷と改められ現在に至っている。

## 行政区
| 村 |
| --- |
| 三義村、工廠村、六斗村、六南村、六脚村、古林村、正義村、永賢村、竹本村、更寮村、崩山村、魚寮村、崙陽村、港美村、塗師村、渓厝村、蒜東村、蒜南村、蒜頭村、潭墘村、豊美村、双涵村、蘇厝村、湾北村、湾南村 |

## 歴代郷長
| 代 | 氏名 | 任期 |
| -- | ---- | ---- |

## 教育

### 国民中学
- 嘉義県立六嘉国民中学
- 嘉義県立六合国民中学

## 交通
| 種別 | 運營事業者 | 系統 | 行先                      | 備考 |
| ---- | ---------- | ---- | ------------------------- | ---- |
| バス | 嘉義客運   | 7201 | 嘉義-北港(月眉経由)       |      |
| バス | 嘉義客運   | 7202 | 嘉義-北港(民雄経由)       |      |
| バス | 嘉義客運   | 7235 | 高鉄嘉義站-北港(民雄経由) |      |
| 省道 | なし       | なし | 台19線                    |      |

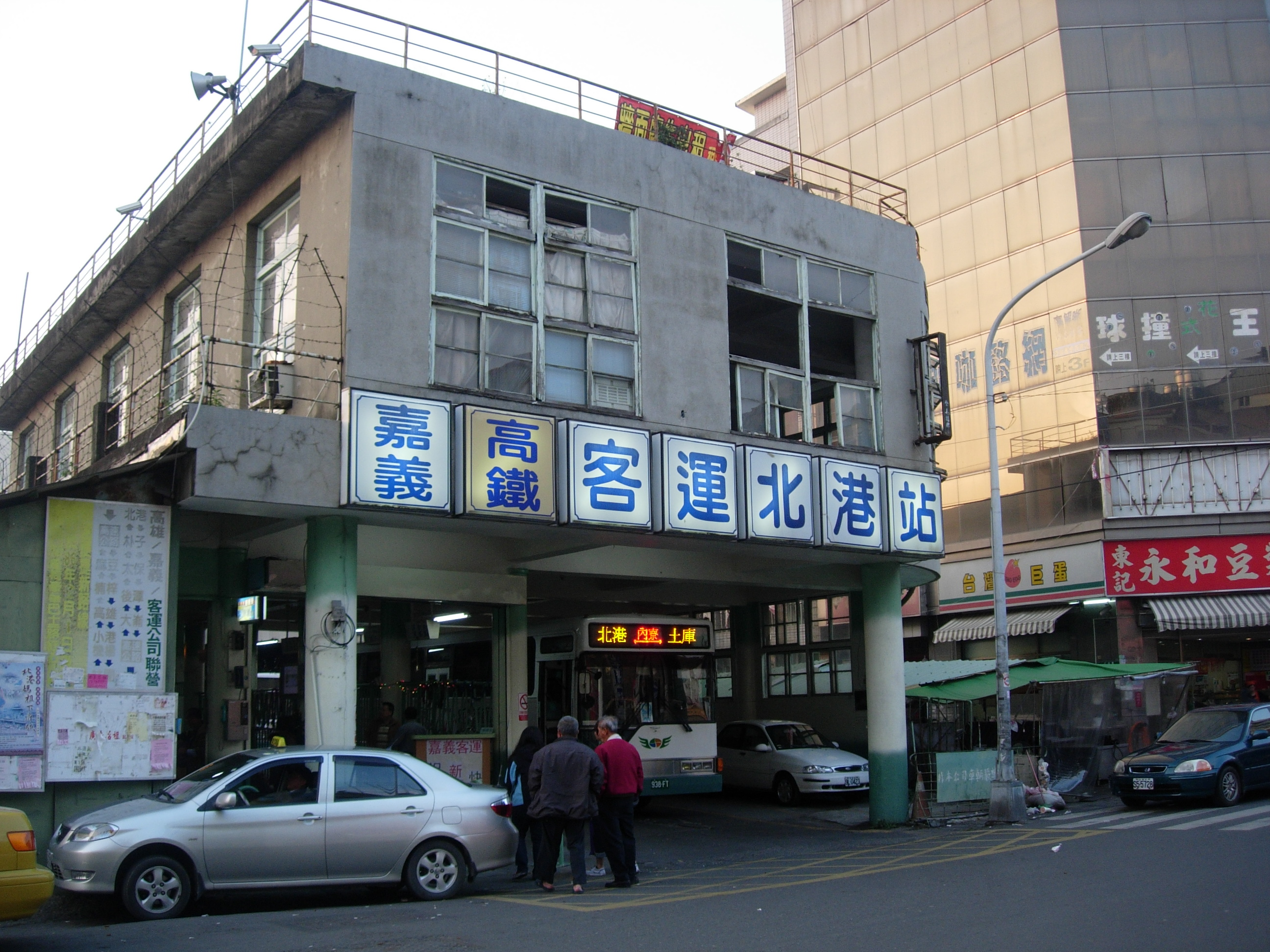
嘉義客運北港バスターミナル

嘉義客運バスが嘉義市西區、太保市、朴子市、北港鎮との間で運行している。
台湾糖業鉄道も嘉義、朴子などと連絡していたが、廃止されている。

## 観光

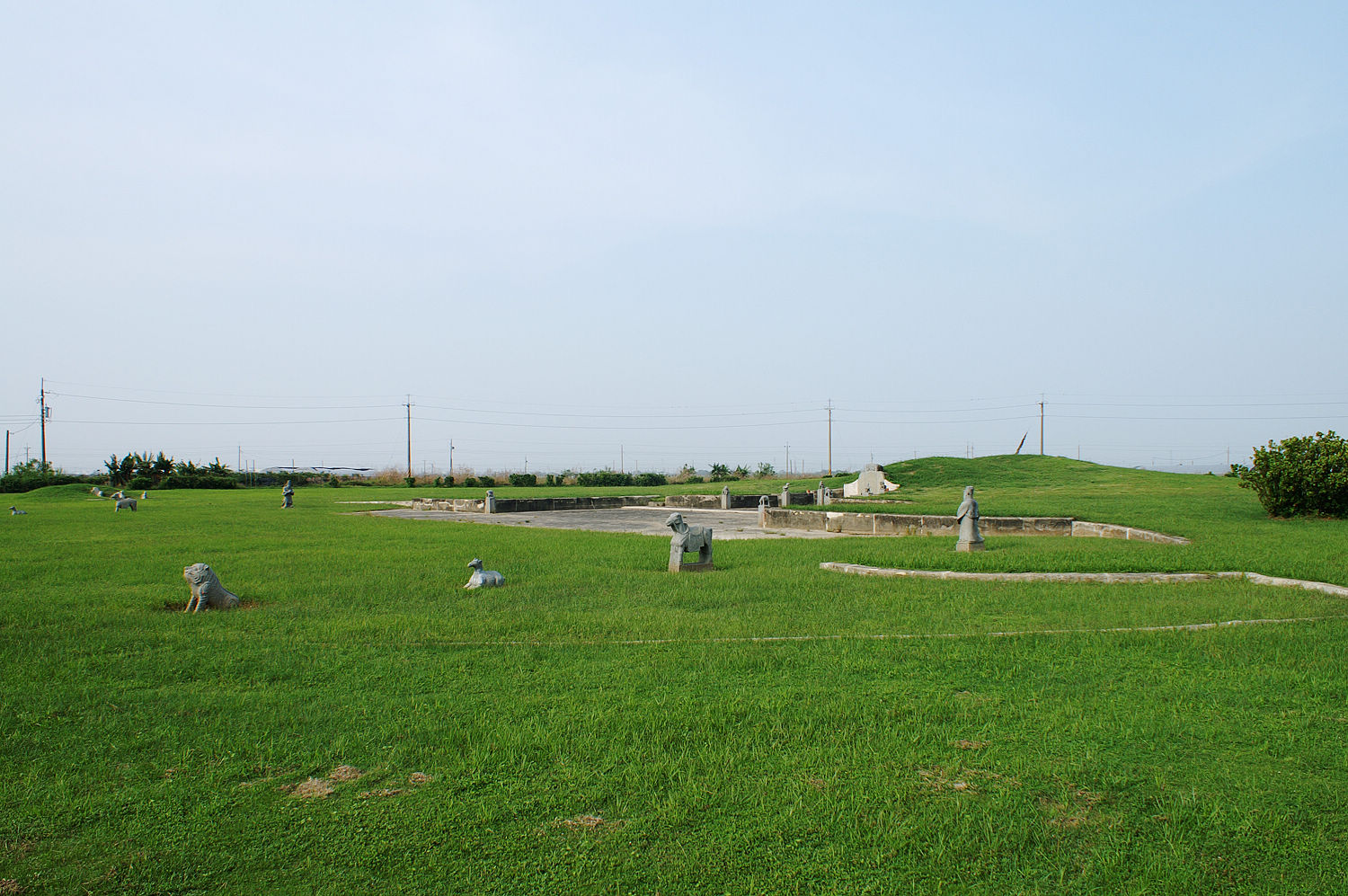
王得禄墓

- 台糖蒜頭糖廠（蔗埕文化園区） - 毎日10時と15時に工場周辺を走るトロッコ列車を運行
- 蒜頭生態公園
- 王得禄墓（中国語版）
- 朴子渓（中国語版）自行車道（サイクリングロード）
- 蘇厝朝安宮（中国語版）
- 大庄五福宮（中国語版）
- 池王廟
- 永安宮
- 風車的故郷
- 榕樹王